# Anna Eliza Williams
Anna Eliza Williams, nata Davies (Shropshire, 2 giugno 1873 – Swansea, 27 dicembre 1987), è stata una supercentenaria britannica.
Detenne il titolo di persona vivente più anziana al mondo dalla morte di Mary McKinney, avvenuta il 2 febbraio 1987, al suo stesso decesso, avvenuto 10 mesi più tardi a 114 anni e 208 giorni.

## Biografia
Anna Eliza Davies nacque a Burford, nello Shropshire, il 2 giugno del 1873; sposò William Henry Williams, morto nel 1954. Il 5 giugno 1975 votò a favore del referendum per l'adesione del Regno Unito alla Comunità Europea. Alla fine della sua vita visse nella casa di riposo Tuxedo Home for the Aged, a Swansea.
Con la morte di Mary McKinney, avvenuta il 2 febbraio del 1987, divenne l'essere umano vivente più anziano del mondo. Morì il 27 dicembre dello stesso anno, all'età di 114 anni e 208 giorni, presso la Tuxedo Home. Le succedette come decana dell'umanità la statunitense Florence Knapp e come decana d'Europa la francese Jeanne Calment, destinata a diventare la persona più longeva della storia dell'umanità.
Anche molti dei parenti di Anna Eliza Williams raggiunserò età particolarmente avanzate: sua madre visse fino a 94 anni e i 7 fratelli di Anna Eliza vissero tutti almeno 80 anni; la sorella più longeva, in particolare, raggiunse i 101 anni. Connie Harvey Williams, figlia di Anna Eliza, visse fino a 107 anni.